# Gourmantché (peuple)
Pour les articles homonymes, voir Gourmantché.
 (décembre 2014).
Les Gourmantché sont un peuple d'Afrique de l'Ouest, établi principalement au Burkina Faso, autour de Fada N'Gourma, mais aussi dans certaines régions du Togo, du Bénin, et dans le sud-ouest du Niger.

## Ethnonymie
Selon les sources, on observe de multiples variantes : Bigulimanceba, Bimba, Binumba, Gourmanché, Gourmantchés, Gourma, Gourmas, Gulmanceba, Gulmance, Gulma, Gurmanche, Gurmanshe, Gurmantche, Gurmantyeba, Gurma, Gurmas.

## Langues
Leur langue est le gourmantché, une langue gur de la famille des langues nigéro-congolaises. Le nombre total de locuteurs a été estimé à 813 000, dont 600 000 au Burkina Faso (1999), 121 000 au Togo (2001), 62 000 au Bénin (2001) et 30 000 au Niger (1998). Au Burkina Faso certains parlent aussi le français, le zarma ou le peul.

## Culture
Les Gourmantchés sont pour la plupart un peuple nomade effectuant un parcours pastoral de dix-sept ans dans les régions qu'ils occupent afin de permettre aux ressources naturelles de se reformer.

## Publications
En 1976 le Dr. Richard Alan Swanson a accompli une thèse de Doctorat sur l’Ethnoanatomie des Gourmantché (“Gourma ethnoanatomy: a theory of human being”, Ph.D. Thesis, Northwestern University, Evaston, Illinois, 1976, 437 p.). En 1985 il a publié un livre sur ce même sujet (“Gourmantché Ethnoanthropology: A theory of human being”).
En 2006, au Burkina Faso, Salif Titamba Lankoande a publié un livre sur l'Histoire et l'Ethnographie des Gourmantché (“Les Gourmantche”, Presses Africaines du Burkina, Ouagadougou, 2006, 211 p.).
En 2012, le Portugais Dr. João Pedro Galhano Alves a publié à Paris un livre sur le peuple Gourmantché et sa culture, et sur l’Ethnobiologie de la coexistence entre humains, lions et biodiversité dans la région du W du Niger, au Niger ("Anthropologie et écosystèmes au Niger. Humains, lions et esprits de la forêt dans la culture gourmantché ", Editions l’Harmattan, Paris, 2012, 448 p.). Depuis 2005, ce chercheur a aussi publié d’autres livres et plusieurs articles sur ce sujet et sur le peuple Gourmantché. Ces publications sont le résultat de travaux de recherche de terrain faits par cet auteur dans la région du W du Niger (Niger). Aussi, en 2010 et 2011, le Museo Nacional de Ciencias Naturales (Madrid, Espagne), du Consejo Superior de Investigaciones Científicas (Espagne) a présenté une exposition publique, Vivir en biodiversidad total con leones, tigres o lobos, qui était basée principalement sur les travaux de recherche de cet Anthropologue et Ethnobiologiste. Cette exposition a réuni ses principales données de terrain, analyses et concepts, une sélection de son archive photographique et sa collection d’objets ethnographiques et ethnobiologiques obtenus dans plusieurs terrains de recherche. Une partie de cette exposition était sur la culture Gourmantché et sur la coexistence entre humains, lions et biodiversité dans le W du Niger.